# Rolando Biscuola
Rolando Biscuola (Merano, 21 settembre 1964) è un musicista italiano.
Un virtuoso meranese della sei corde, è conosciuto nell'ambito dei festival internazionali come originale interprete del fingerstyle per chitarra acustica solista. Autore di cinque pubblicazioni di composizioni Nel 2006 è vincitore del 1º premio al Festival Internazionale di chitarra acustica a Sarzana. Attivo in diversi progetti musicali come chitarrista e cantante, tra cui il Duo BISCUOLA e le recenti collaborazioni con il fingerstyler italiano Franco Morone e il bluesman bolzanino Gianni Ghirardini.

## Discografia
- TRANSPARENTPENDULUM - 1993
- VERNISSAGE - 1997
- The Virgo Song of the Earth - 2000
- THE INNER SECRET - 2004
- SCIAM - 2010